# Kutná Hora

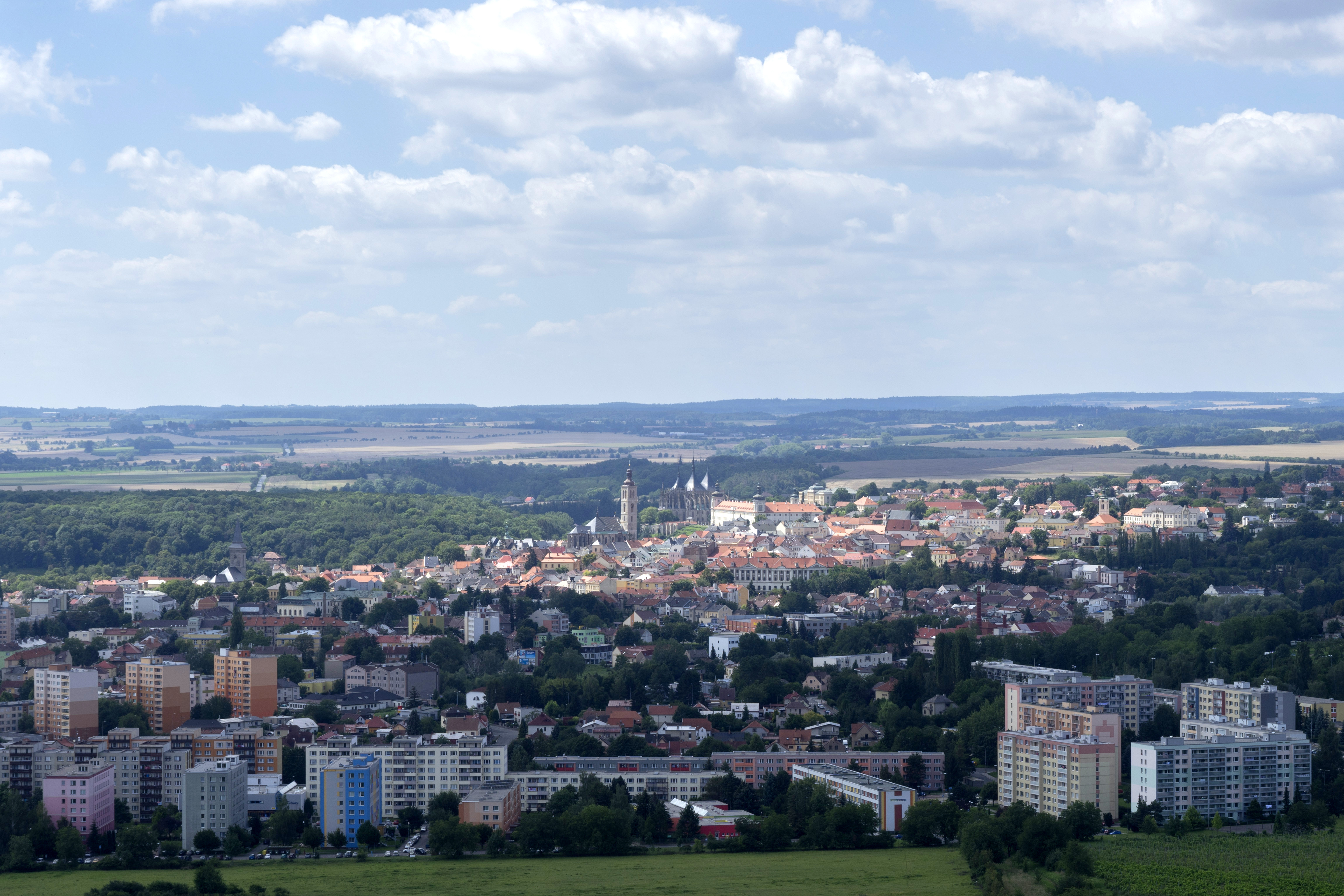
Kutna Hora. Im Vordergrund die Neustadt, in der Bildmitte die Altstadt mit der Kirche St. Jakob, dem Ursulinenkloster Kuttenberg, dem Jesuitenkolleg und dem Dom der heiligen Barbara.

Kutná Hora (Ausspracheⓘ; deutsch Kuttenberg) ist eine Stadt mit etwa 20.000 Einwohnern im Středočeský kraj in Tschechien.
Kuttenberg wurde im 12. Jahrhundert als Bergmannssiedlung gegründet. Gegen Ende des 13. Jahrhunderts entwickelte sie sich zu einer der lebhaftesten und wohlhabendsten Städte Böhmens. Durch den Silberbergbau und die Prägung der Prager Groschen war sie nach Prag die zweitgrößte Stadt Böhmens. Während der Hussitenkriege in den 1420er Jahren wurde ein großer Teil der Bevölkerung von Kuttenberg ermordet. Danach verlor die Stadt viel von ihrer Bedeutung. Seit 1995 gehört die Altstadt von Kuttenberg zum UNESCO-Weltkulturerbe.

## Geographie
Kutná Hora liegt etwa 70 km östlich von Prag und sieben km südlich der Elbe bei Kolín auf einem Plateau über dem Tal des Flüsschens Vrchlice, das oberhalb von Poličany in der Vrchlice-Talsperre gestaut wird. Der tschechische Ortsname verweist auf den vom Osten flacher ansteigenden und zum Westen stark abfallenden Berg (Kutná Hora = Berg in dem gegraben wird (hier nach Erz)).

### Stadtgliederung
Zur Stadt Kutná Hora gehören die Ortsteile:
- Hlouška (Hlisow, älter auch: Glusau[3])
- Kaňk (Gang)
- Karlov (Karlshof)
- Kutná Hora-Vnitřní Město (Kuttenberg-Innenstadt)
- Malín (Malin)
- Neškaredice (Neschkareditz, älter auch: Kotigendorf (1407)[3])
- Perštejnec (Persteinitz, älter auch: Birkenstein[3])
- Poličany (Politschan, älter auch: Polischan (1397)[3])
- Sedlec (Sedletz, älter auch: Sellis (1189)[3])
- Šipší (Sipetz)
- Vrchlice (Wrchlitz)
- Žižkov (Cirkwitz, Zirkwitz)

### Nachbargemeinden
| Libenice Grunta Miskovice | Libenice Grunta Hlízov                      | Hlízov Nové Dvory u Kutné Hory         |
| Miskovice                 | Kompassrose, die auf Nachbargemeinden zeigt | Církvice u Kutné Hory                  |
| Miskovice Malešov         | Křesetice                                   | Třebešice u Kutné Hory Kluky u Čáslavi |

## Geschichte

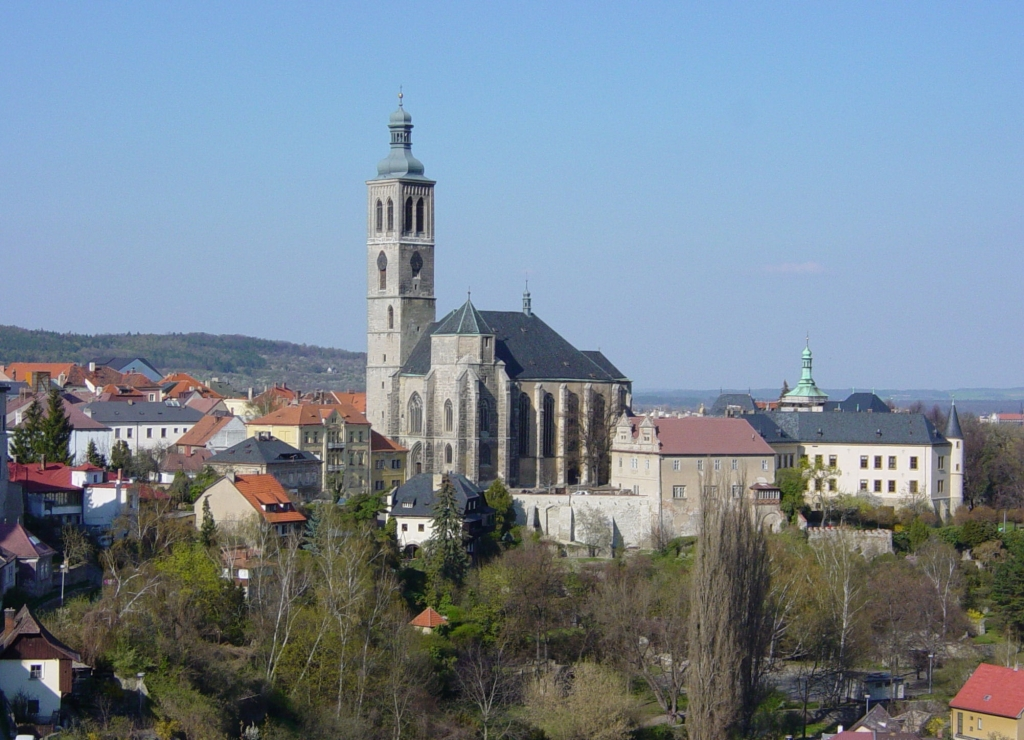
Kirche St. Jakob und Erzdekanat, von St. Barbara aus gesehen

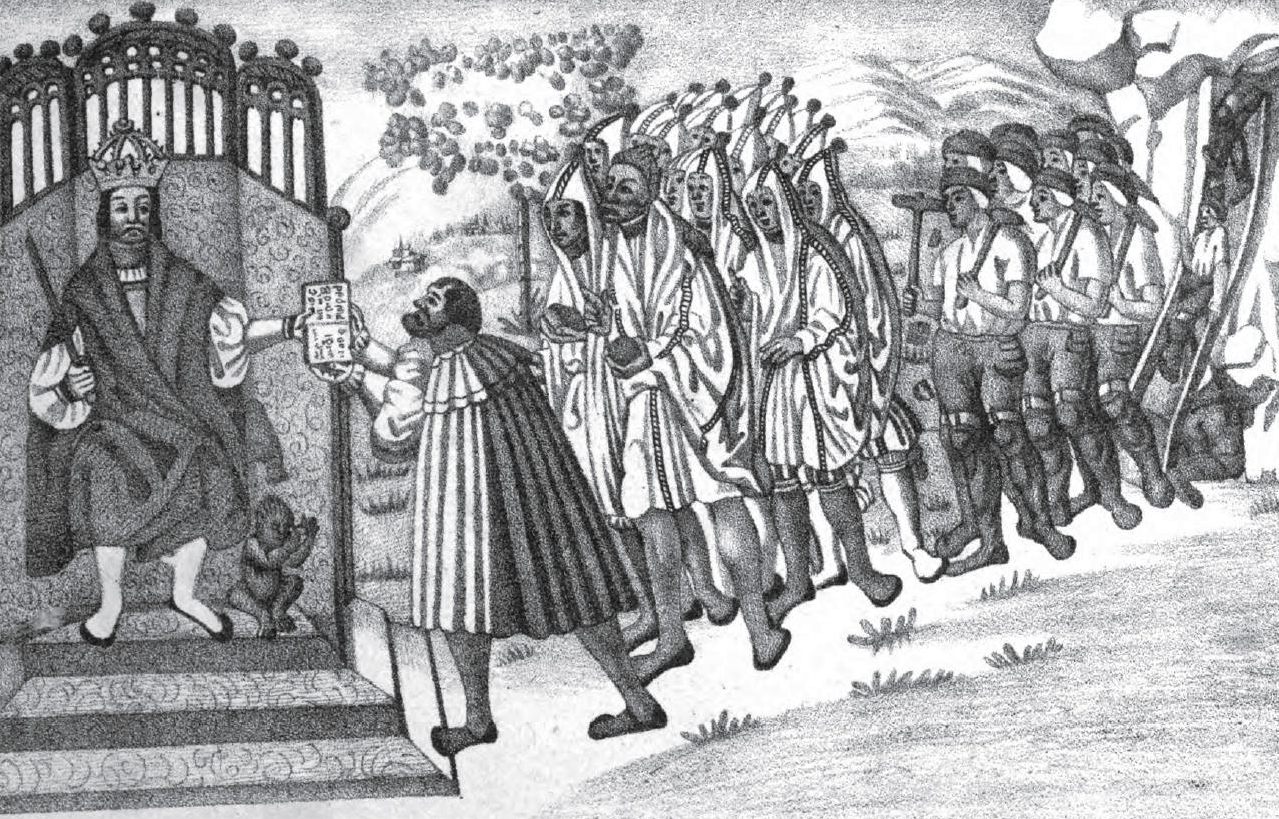
König Wenzel II. erteilt dem Kuttenberger Bergwerk seine Bergordnung.

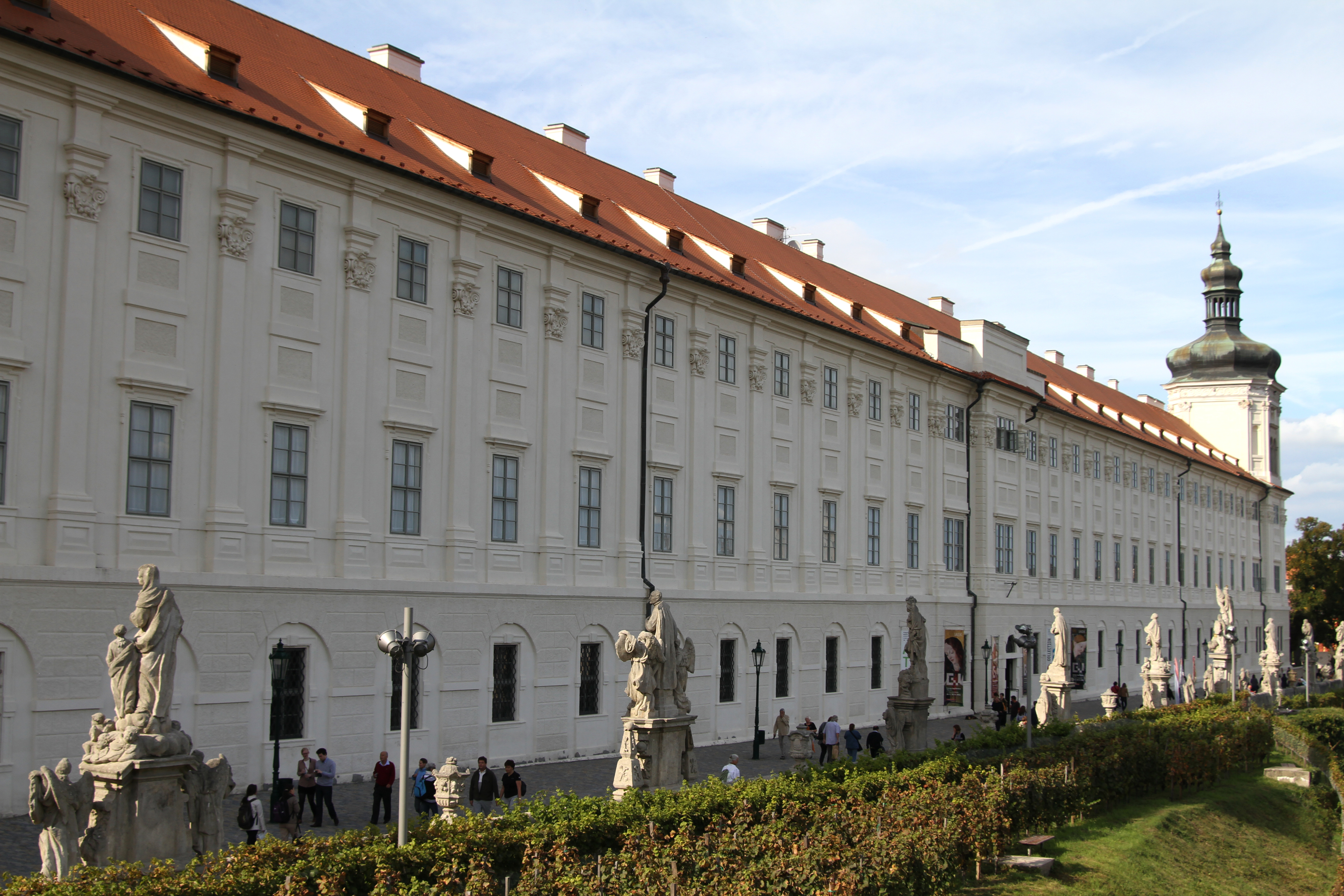
Das Jesuitenkolleg

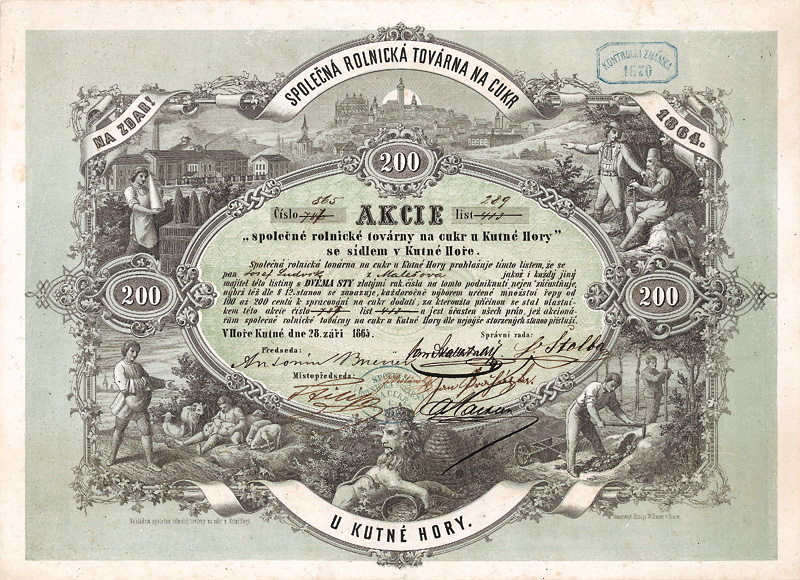
Aktie über 200 Gulden, Vereinigte Landwirtschaftliche Zuckerfabrik in Kuttenberg von 1865

1142 gründete der Zisterzienserorden das Kloster Sedlec, zu dessen Ländereien das Gebiet des heutigen Kuttenberges gehörte. Der Legende nach soll ein Mönch bei der Arbeit auf einem Weinberg das erste Silber entdeckt haben. Er markierte die Stelle mit seiner Kutte, woraus der spätere Name Kuttenberg entstanden sein soll. Wahrscheinlicher ist die Herleitung vom mittelhochdeutschen Wort kutta (Grube), der auf den Bergbau verweist. Noch viel wahrscheinlicher ist es jedoch, dass der tschechische Name übernommen wurde – „Kutná Hora“ bedeutet nämlich Schürfberg und das Wort kutat („schürfen“) älteren tschechischen Ursprungs ist; Wörter mit dem Wortstamm kut- hatten ursprünglich die Bedeutung von „Tun“ oder „Wirken“, die sich mit der Zeit diversifizierte.
Die Mönche stammten aus der Abtei Waldsassen in der Oberpfalz, weshalb sie nach der Entdeckung dieser Silberlagerstätte ab 1260 deutsche Bergleute ansiedelten. Die erste urkundliche Erwähnung von „Cuthna Antiqua“ (Alt Kutten), die zur deutschen Gründung wurde, ist aus dem Jahr 1289 bekannt. Die Erzfunde lösten einen wahren Silberboom aus. Innerhalb kürzester Zeit siedelten sich zahlreiche Bergleute in dem vormals ländlichen Gebiet an. Der Schachtbetrieb wurde direkt in der Stadt aufgenommen; zwei Göpelwerke im Stadtgebiet erinnern noch heute daran.
Die Siedlung wuchs, wie es typisch für Bergbausiedlungen war, rasch und planlos heran. Der böhmische König Wenzel II. verlieh der Stadt nach 1300 das Münzrecht. Hier wurde bis 1547 der Prager Groschen geprägt. Kuttenberg entwickelte sich als „Schatzkammer“ des Landes und aufgrund der Einwohnerzahl zur zweitwichtigsten böhmischen Königsstadt nach Prag.
Herzog Albrecht von Habsburg belagerte 1304 die Stadt. Das führte zu einem beschleunigten Bau der heute noch in Teilen erhaltenen Stadtbefestigung. Der damalige Reichtum der Stadt spiegelt sich in den noch heute erhaltenen Sakralbauten wider. Eine Urkunde von 1327 mit einem Verzeichnis der Magistratsmitglieder weist nur deutsche Namen auf. Das Kuttenberger Bergmannslied von 1414 ist eines der ältesten überlieferten, deutschen Bergmannslieder.
Sedletz (1422) und Kuttenberg (1424) wurden während der Hussitenkriege durch hussitische Truppen gebrandschatzt und geschleift, viele Bewohner wurden getötet, worauf die wohlhabende, meist deutsche Bevölkerung, die katholisch geblieben war, die Stadt aufgab und abwanderte.
Erst ab 1470 erholte sich der Ort, ohne seine ursprüngliche Bedeutung wiederzuerlangen. 1471 wurde Vladislav Jagiello hier zum böhmischen König gekrönt und 1485 der nach der Stadt benannte Kuttenberger Religionsfrieden zwischen Utraquisten und Katholiken Böhmens geschlossen. 1489 entstand die Kuttenberger Bibel (Bible kutnohorská), die zweitälteste gedruckte tschechischsprachige Gesamtausgabe nach der Prager Bibel von 1488. Die ältesten erhaltenen Wohngebäude stammen aus jener Zeit.
Mitte des 16. Jahrhunderts gingen die Lagerstätten zur Neige; der Silberbergbau wurde stark zurückgefahren, die Prägung des Prager Groschens eingestellt, wodurch die Stadt ihre Bedeutung für Böhmen verlor. Insgesamt wurden zwischen 1290 und 1620 etwa 2500 Tonnen Silber gefördert. Ab dem Jahr 1627 kam es mit der Ansiedelung von Jesuiten zur Rekatholisierung der zumeist hussitisch-utraquistischen Bevölkerung.
1757 wurde nach der Schlacht am Tabor-Berg bei Prag im Siebenjährigen Krieg der Stadt das Münzrecht entzogen.
Der Neuaufbau nach zwei Stadtbränden 1770 und 1823 veränderte das Stadtbild. Ab 1868 bis 1918 war die Stadt Hauptort des Bezirks Kuttenberg. Ende des 19. Jahrhunderts kam es im Rahmen der damals aufstrebenden tschechischen Nationalbewegung zu ersten denkmalschützerischen Bestrebungen. Bis zum Ersten Weltkrieg war Kutná Hora Garnison der K.u.K. Österreich-Ungarischen Armee. 1914 war hier das Böhmische Infanterie-Regiment Nr. 21 (Stab, III./IV. Bataillon) stationiert.
Am 22. April 1944 wurde in der städtischen Kaserne (vormals Jesuitenkolleg) die NPEA Böhmen eingerichtet.
1961 wurde Kutná Hora zum städtischen Denkmalschutzreservat. 1995 wurde es in die Liste der UNESCO-Kulturdenkmäler aufgenommen.

## Partnerstädte
Kutná Hora pflegt mit folgenden Städten eine Städtepartnerschaft:
| Stadt              | Land                                | seit |
| ------------------ | ----------------------------------- | ---- |
| Bingen am Rhein    | Rheinland-Pfalz, Deutschland        | 2012 |
| Eger               | Észak-Magyarország, Ungarn          | 2001 |
| Fidenza            | Emilia-Romagna, Italien             | 2004 |
| Jajce              | Federacija, Bosnien und Herzegowina | 2018 |
| Kamjanez-Podilskyj | Chmelnyzkyj, Ukraine                | 2008 |
| Kremnica           | Banskobystrický, Slowakei           | 1998 |
| Reims              | Grand Est, Frankreich               | 2008 |
| Ringsted           | Sjælland, Dänemark                  | 1988 |
| Stamford           | England, Vereinigtes Königreich     | 2002 |
| Tarnowskie Góry    | Schlesien, Polen                    | 2003 |

## Kultur und Sehenswürdigkeiten

### Bauwerke

#### Stadtteil Sedlec
- Die Kirche Mariä Himmelfahrt (kostel Nanebevzetí P. Marie) wurde zwischen 1280 und 1320 im gotischen Stil durch die Zisterzienser-Bauhütte erbaut. Im Dreißigjährigen Krieg zerstört, wurde sie von 1699 bis 1707 auf Veranlassung des Abtes Heinrich Snopek durch die Architekten Paul Ignaz Bayer und Giovanni Santini-Aichel wiederhergestellt. Dieser Denkmalkomplex gehört zu den bedeutendsten frühen Kirchenbauwerken in Böhmen. Die Kirche wurde auf Erlass von König Wenzel II. im Stil des französischen Kathedralentyps errichtet. Besonders erwähnenswert ist die gotische Monstranz (ca. 1390), die auf einen Entwurf aus der Prager Bauhütte von Peter Parler zurückgeht.[11][12]
- Das Verstreuen von Erde aus dem Heiligen Grab in Jerusalem ließ den Friedhof von Sedlec für die Christen auch außerhalb Böhmens zu größerer Bedeutung kommen. Durch den Bergbau räumlich eingeschränkt, durch Pestepidemie und Kriege belastet, kam es zum Platzmangel. Um weiterhin Bestattungen durchführen zu können, wurde in den Gewölben unterhalb der im 14. Jahrhundert errichteten Friedhofskapelle ein Beinhaus, das Ossarium Sedlec, eingerichtet. Die Pyramiden aus Gebeinen von rund 40.000 Menschen sind der Sage nach das Werk eines blinden Mönchs des Zisterzienserordens um 1510, die sakralen Ausschmückungen des Raums und das Herrichten der menschlichen Knochen übernahm 1870 der Holzschnitzer František Rint. 1970 drehte der tschechische Surrealist Jan Švankmajer den Kurzfilm „Kostnice“ über das Beinhaus. – Laut dem tschechischen Archäologen Filip Velímský (Institute of Archeology of the Academy of Sciences of the Czech Republic (ASCR), v.v.i.) sind 99 % der Knochen menschlich, nur 1 % bestehen aus Holz. Es handelt sich um die Knochen von 40.000 Toten, die im Zuge von Bestattungstourismus von weither, auch aus Bayern, Polen und Belgien kamen und am Friedhof bestattet worden waren. Die Knochen kamen aus Platzgründen ins Beinhaus und wurden hier später von Rint mit Chlorkalk präpariert (desinfiziert) und im Stil des späten Barock als Memento mori zur Dekoration verwendet.[13]

#### Altstadt
Das historische Stadtzentrum wurde 1961 zum städtischen Denkmalreservat erklärt. Seit 1995  gehört die historische Altstadt von Kutná Hora mit der spätgotischen Barbarakirche und zusätzlich die Kirche Mariä Himmelfahrt und St. Johannes der Täufer des Klosters Sedlec zum UNESCO-Weltkulturerbe.

##### Sakralbauten

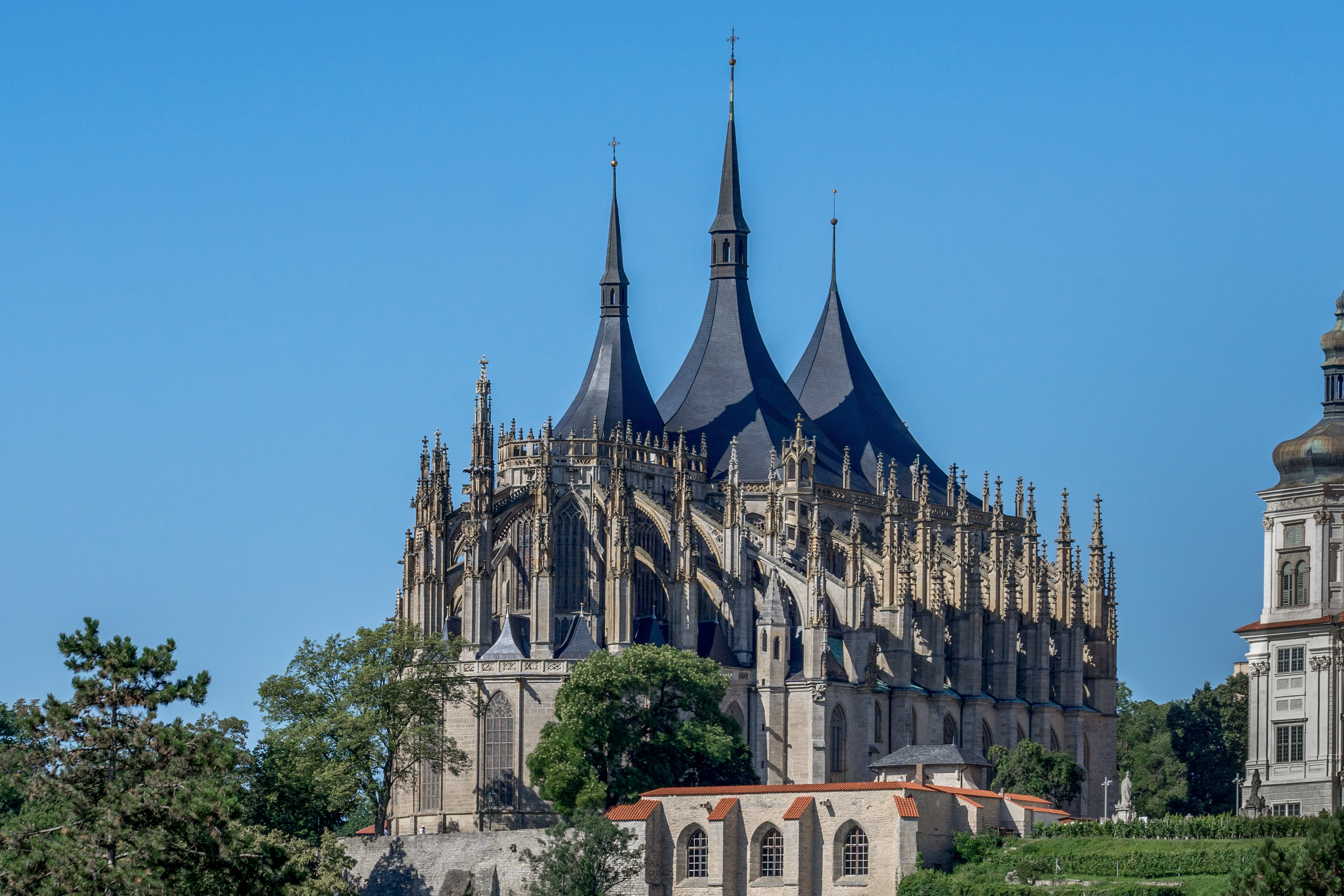
Der Dom der heiligen Barbara

- Der Bau der Kirche des heiligen Jakob und des Erzdekanats (Kostel svatého Jakuba Staršího v kutna hora) wurde um 1320 von der Zisterzienser-Bauhütte begonnen und nach Bauabbruch etwa 1380 durch die Prager Hofbauhütte beendet.[15] Die St.-Jakobs-Kirche wurde im Stil der Gotik erbaut, der Südturm wurde aus Kostengründen nicht vollendet. Der Nordturm gilt als höchster Kirchturm Tschechiens. Für diese Kirche wurde um 1491/95 auch ein Graduale, das sog. Kuttenberger Kanzionale (heute Wien, Österreichische Nationalbibliothek, Mus. Hs. 15501), mit einem Bergbau-Frontispiz von 1509 angefertigt.[16][17]
- Die Corpus-Christi-Kapelle bzw. Fronleichnamskapelle (Kaple Božího Těla) wurde in den 1380er Jahren von der Corpus-Christi-Bruderschaft erbaut.
- Die Kirche der Jungfrau Maria (Kostel Panny Marie Na Náměti) wurde wahrscheinlich vor 1357 an der Stelle einer älteren Bergbaukapelle in der heutigen Altstadt, im Zentrum von Kuttenberg, errichtet.
- Der Dom der heiligen Barbara wurde durch die Prager Hofbauhütte im Stil der Gotik errichtet. Im Gegensatz zur Kirche des Heiligen Jakob orientiert sich die Architektur an französischen Vorbildern. Der Baubeginn war 1403, nach Bauunterbrechung durch die Hussitenkriege wurde der Bau 1512 abgeschlossen. Die Westfassade ist eigentlich ein Provisorium, da das Kirchenschiff ursprünglich deutlich länger geplant war. Das charakteristische dreispitzige Dach wurde erst im 19. Jahrhundert aufgesetzt. Der Dom ist der heiligen Barbara, der Schutzheiligen der Bergleute, geweiht.
- Zwischen 1734 und 1753 entstand die Kirche des heiligen Johannes von Nepomuk (Kostel svatého Jana Nepomuckého v Kutná Hora) im Stil des späten Barock, dem Rokoko, nach Plänen des Baumeisters Franz Maximilian Kaňka.
- Die Kirche des Herzens Gottes (Klášter řádu svaté Voršily) am Ursulinenkloster wurde nach Plänen des Architekten Kilian Ignaz Dientzenhofer zwischen 1738 und 1743 im Stil des Barock errichtet. Nach der Samtenen Revolution wurde das Ursulinerinnenkloster dem Orden 1989 restituiert.
- Unmittelbar vor dem Dom der heiligen Barbara entstand 1667 bis 1700 nach Entwürfen des Architekten Giovanni Domenico Orsi de Orsini das Gebäude des Jesuitenkollegs. Die Galerie unterhalb des Jesuitenkollegs entstand auf einer künstlich aufgeschütteten Terrasse und ist mit Darstellungen verschiedener Heiliger und ihrer Bedeutung geschmückt. Sie wurde zwischen 1703 und 1717 von Franz Baugut geschaffen.
- Die Kuttenberger Synagoge wurde 1902 errichtet.

##### Profanbauten

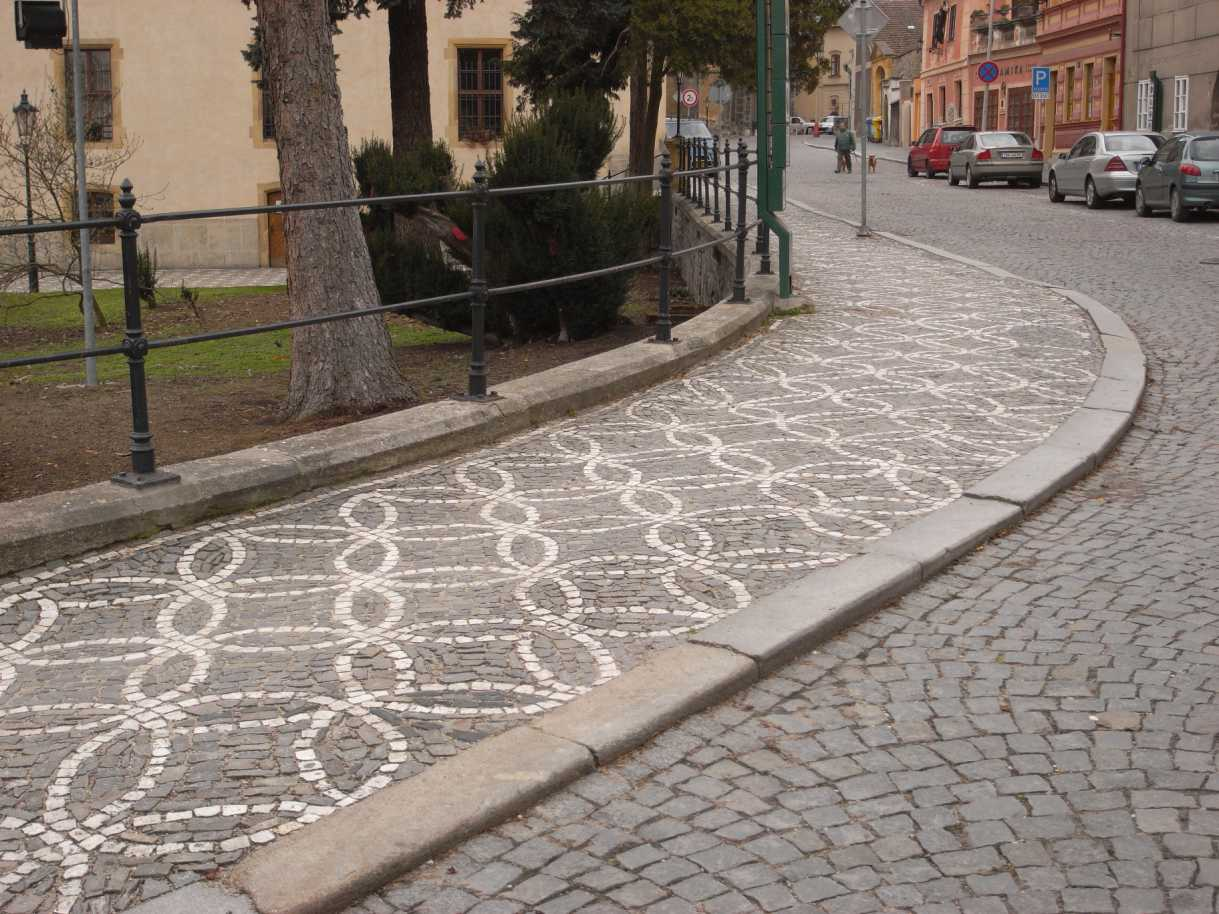
Historische Pflasterung am Welschen Hof

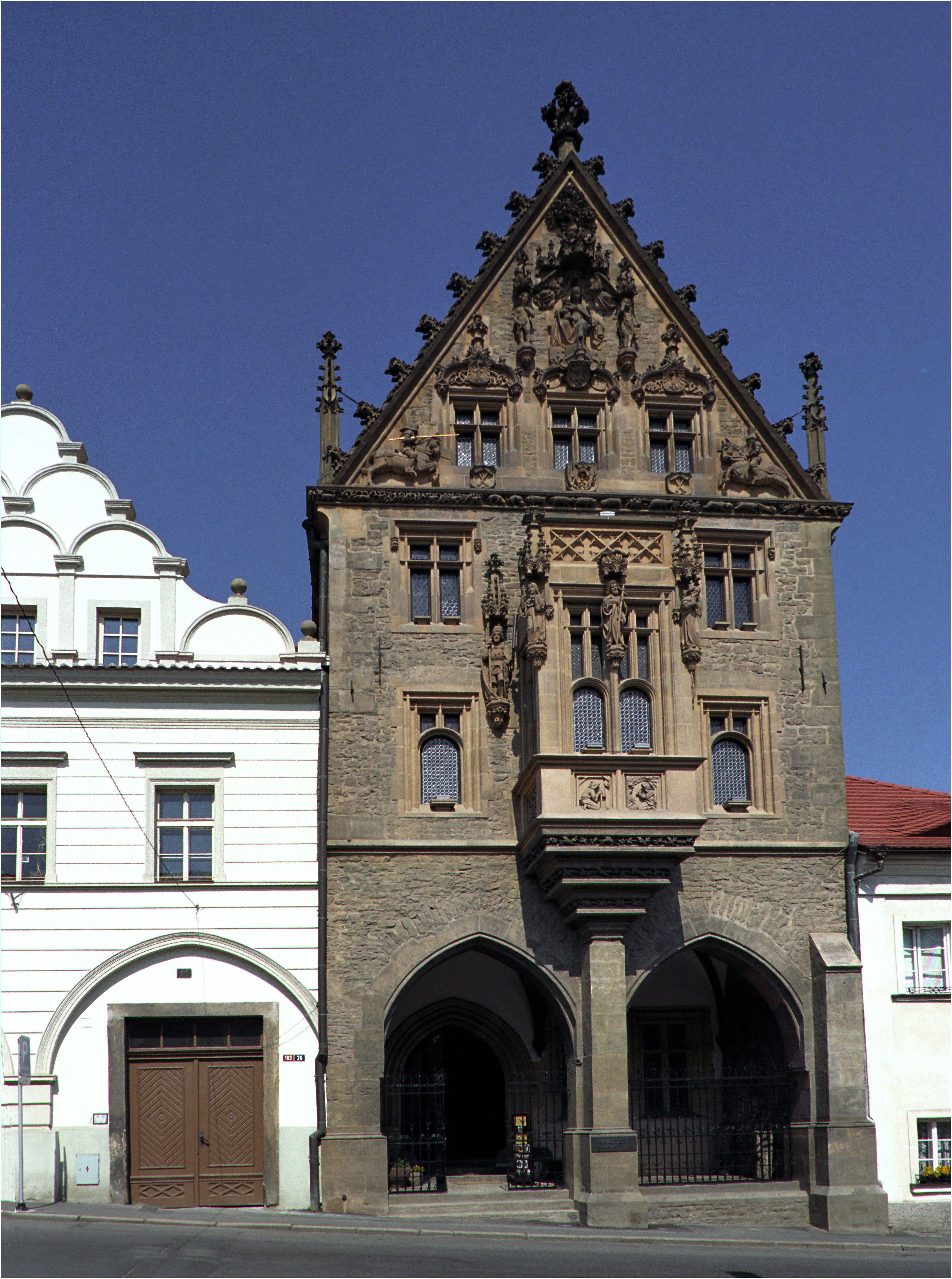
Das Steinerne Haus

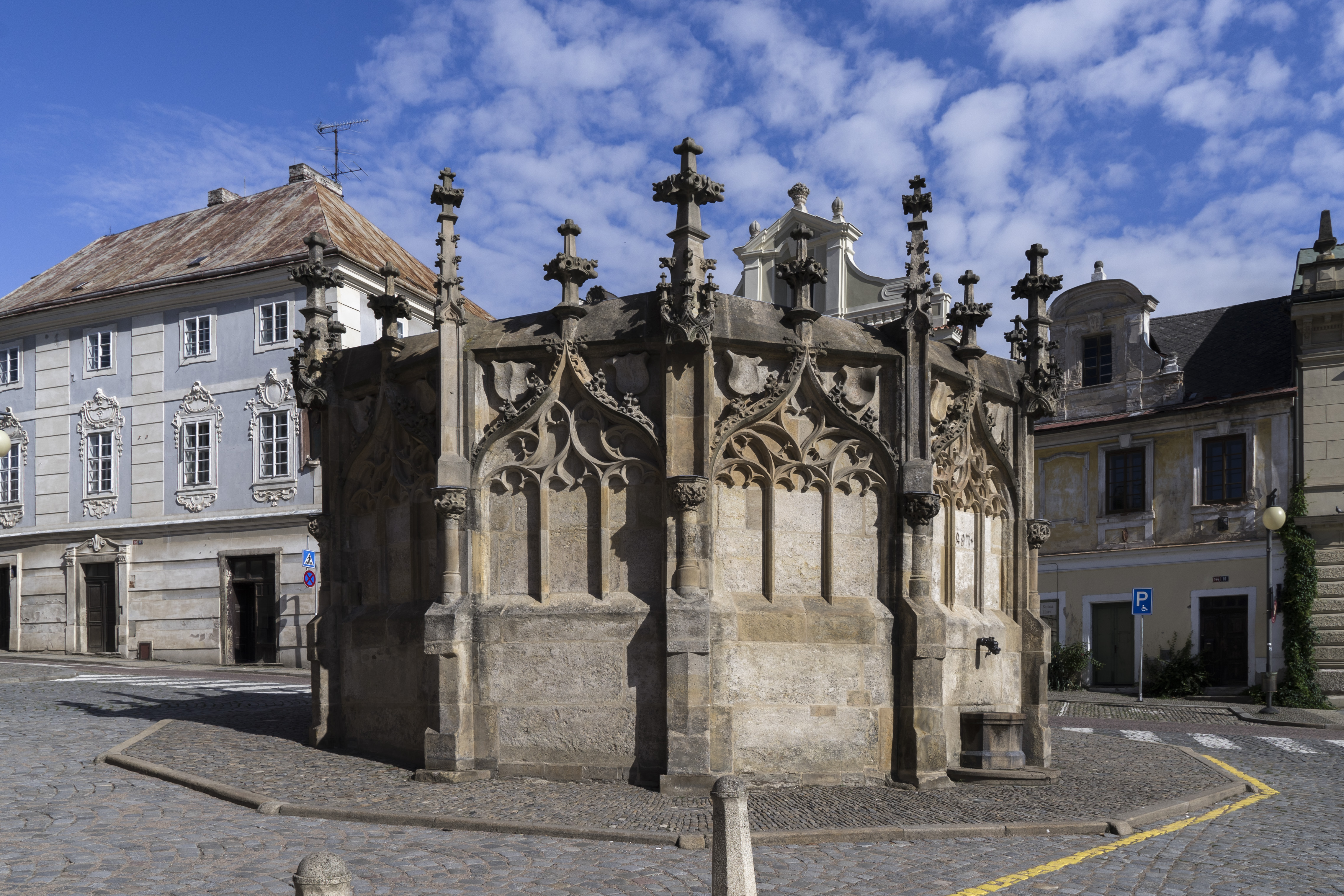
Der Steinerne Brunnen

- Die Burg Kuttenburg (Hrádek v Kutná Hora) wurde erstmals 1312 erwähnt. 1490 wurde sie durch den Bergbauunternehmer und Vertreter König Wenzels II, Jan Smisek Vrochovist, erworben und baulich verändert. Aus dieser Zeit sind einige Kassettendecken und die königliche Kapelle erhalten.[18] Heute dient die Burg als Museum und Eingang zum mittelalterlichen Bergwerk. Hier wird auch das Original der Ratsherrtafel aufbewahrt, die nach dem Brand des Rathauses im Jahre 1770 gerettet werden konnte. Eine Kopie befindet sich im UN-Hauptquartier.
- Der Welsche Hof (Vlašský dvůr) entstand in der zweiten Hälfte des 13. Jahrhunderts zur sicheren Aufbewahrung des Silbererzes und als Prägestätte des Prager Groschen und im 14. Jahrhundert zur zentralen Münzstätte des Königreichs Böhmen entwickelt.[19] Ende des 14. Jahrhunderts wurde er durch die Prager Hofbauhütte umgebaut. Er wurde zur königlichen Residenz, es entstand die königliche Kapelle mit der darunterliegenden Schatzkammer, an deren gesicherter Tür die lateinische Aufschrift „Noli me tangere“  (Berühre mich nicht) – noch heute zu erkennen ist. Nach dem Entzug des Münzrechts 1724 durch kaiserliche Verfügung verlor der Welsche Hof seine Bedeutung und verfiel. Auf Bestreben der Stadt wurde er Ende des 19. Jahrhunderts wiederhergestellt. Die königliche Kapelle wurde 1904 durch Frantisek und Marie Urban im Jugendstil ausgestaltet, ohne dass ihre ursprüngliche gotische Raumform verloren ging.
- Die Ruthardská-Straße (offizieller Name Ruthardská) erstreckt sich entlang der ehemaligen Stadtmauer und verbindet die Burg, die Kirche des heiligen Jakob und den Welschen Hof.
- Das Steinerne Haus bei Kuttenberg (Kamenný dům v Kutné Hoře) ist neben vielen anderen erhaltenen Bürgerhäusern Ausdruck des früheren Reichtums Kuttenbergs. Es wurde bereits vor der hussitischen Eroberung der Stadt errichtet. Sein jetziges Aussehen erhielt es 1489 durch den Baumeister Briccius Gauske aus Görlitz. Die prunkvollen Verzierungen künden noch heute vom Können dieses Baumeisters und Steinmetzen. Die Stadt erwarb das Haus Ende des 19. Jahrhunderts und ließ es 1901 bis 1902 als Museum umgestalten.
- Kuttenberg hatte auf Grund des Bergbaus und der damit zusammenhängenden Absenkung des Grundwassers Probleme mit der Wasserversorgung. Das Wasser wurde mittels Pumpwerk und Rohrleitungen in Wasserreservoirs innerhalb der Stadt geleitet. Der Steinerne Brunnen ist eine dieser öffentlichen Wasserentnahmestellen aus dem 15. Jahrhundert. Die reichen Verzierungen im Stil der Gotik sind Ausdruck des Reichtums, aber auch des Kunstsinns der Bürger Kuttenbergs.

#### Stadtteil Žižkov
- Die Dreifaltigkeitskirche in Kuttenberg (Kostel Nejsvětější Trojice) wurde im zweiten Jahrzehnt des 15. Jahrhunderts im Kuttenberger Stadtteil Žižkov erbaut.

#### Stadtteil Malín
- Die Kirche der Heiligen Apostel Johannes und Paul (Kostel svatých apoštolů Jana a Pavla) im Stadtteil Malín wurde im 10. Jahrhundert erbaut und ist eines der ältesten erhaltenen Sakralgebäude in Tschechien.[20][21]
- Die Stephanskirche (Kostel sv. Štěpána) in Malín wurde im 12. Jahrhundert im Stile der Romanik errichtet Im 14. und späten 15. Jahrhundert wurde sie ins Gotische und in den Jahren 1660 und 1710 ins Barocke verändert.[22]

#### Stadtteil Šipší bzw. Hlouška
- Die erste schriftliche Erwähnung der Festung Lorec stammt aus dem Jahr 1418. Sie lag in jener Zeit im Kuttenberger Vorort Hloušeck (nun liegt sie bei den Stadtteilen Hlouška und Šipší). Sie wurde im 14. Jahrhundert in eine Brauerei umgewandelt, wobei auch die Befestigungsanlagen entfernt wurden.[23][24]

### Regelmäßige Veranstaltungen
Am letzten Wochenende im Juni wird jährlich das zweitägige Mittelalterfest Königliches Versilbern (Královské stříbření) veranstaltet.

## Wirtschaft und Infrastruktur
1870 erhielt Kutná Hora Anschluss an das Eisenbahnnetz. Kutná Hora liegt an der zweigleisigen und elektrifizierten Bahnstrecke Nr. 230, Kolín – Kutná Hora – Havlíčkův Brod. In Kutná Hora zweigt die eingleisige Strecke Kutná Hora – Zruč nad Sázavou ab. Diese Strecke wurde 1883 in Betrieb genommen. Gegenwärtig wird die Strecke nicht besonders stark befahren. Im Fahrplan des Jahres 2003 sind z. B. nur 10 durchgehende Verbindungen pro Tag aufgeführt.
Es kam aber nur zu einer verhaltenen Industrialisierung. So entstand zur Zeit des Eisenbahnbaus die Tabakwarenfabrik im Stadtteil Sedlec, die sich noch heute an die gotische Kirche anschließt.
Der im Zweiten Weltkrieg begonnene Abbau von Blei und Zinnerzen endete 1991.

## Persönlichkeiten

### Söhne und Töchter der Stadt
- Mikuláš Dačický z Heslova (1555–1626), Schriftsteller und Adeliger
- Daniel Stolz von Stolzenberg, auch Daniel Stolcius von Stolcenberg (1600 – nach 1644), Astrologe, Alchemist, Poet und Arzt
- Johann Ulrich Dobrzenski von Dobrzeniec (1623–1670), kurbrandenburgischer Diplomat
- Wenzel Bernard Ambrozy (1723–1806), Historienmaler
- Johann von Callot (1763–1809), Artillerieoffizier
- Anton Fiala (1792–1857), österreichischer Kaufmann und Politiker
- Adolf von Thierry (1803–1867), Polizeiminister im Kaisertum Österreich
- Jan Erazim Vocel (1803–1871), Dichter, Prähistorischer Archäologe, Kulturhistoriker und nationaler Wiedererwecker
- Josef Kajetán Tyl (1808–1856), Dramatiker
- Antonín Lhota (1812–1905), Maler und Professor
- Emanuel Kratky (1824–1901), Redemptorist und Maler
- Heinrich Mitsch (1826–1903), Industrieller
- John Nepomucene Jaeger (1844–1924), Benediktiner, 1. Abt der St. Procopius Abbey in Lisle, USA
- Carl Demel (1858–1915), Architekt
- Gabriela Preissová, geborene Sekerova (1862–1946), Pseudonym Matylda Dumontová, Schriftstellerin, Dramaturgin und Vertreterin des idealisierten Realismus
- František Slavík (1876–1957), Mineraloge und Geologe
- Ludmila Jankovcová (1897–1990), sozialdemokratische, später kommunistische Politikerin
- František Zelenka (1904–1944), Architekt und Bühnenbildner
- Jiří Orten (1919–1941), Dichter
- Miloš Vavruška (1924–2003), Schauspieler
- Josef Rut (1926–2007), Komponist, Geiger und Musikwissenschaftler
- Dagmar Lieblová (1929–2018), Germanistin, Übersetzerin und Holocaustüberlebende
- Miroslav Florian (1931–1996), Dichter und Übersetzer
- Rudolf Jelínek (1935–2024), Schauspieler
- Vratislav Mazák (1937–1987), Wissenschaftler und Zoologe
- Karel Bělina (* 1947), Bergsteiger
- Bernard Šafařík (* 1948), schweizerisch-tschechischer Regisseur und Publizist
- Josef Kajnek (* 1949), katholischer Weihbischof in Tschechien
- Radka Denemarková (* 1968), Schriftstellerin, Übersetzerin und Journalistin
- Pavlína Štorková (* 1980), Schauspielerin
- Alena Mills (* 1990 als Alena Polenská), Eishockey- und Inlinehockeyspielerin

### Personen, die mit der Stadt in Verbindung stehen
- Smil Flaška von Pardubitz (1349–1403), Schriftsteller
- Ulrich V. von Neuhaus, auch Ulrich V. von Hradec, tschechisch Oldřich V. z Hradce († 1421), höchster Münzmeister von Böhmen
- Matthias Rejsek, auch Matěj Rejsek (um 1445 – 1506), Steinmetz, Bildhauer, Baumeister und Architekt der Spätgotik; arbeitete am Bau des Doms der heiligen Barbara
- Johann Schulz von Felsdorf, tschechisch Jan Šultys z Felsdorfu (1560–1621), Primator von Kuttenberg
- Bedřich Bridel (1619–1680), Schriftsteller und Jesuiten-Missionar
- Peter Johann Brandl (1668–1735), Barockmaler; lebte zuletzt und starb in Kuttenberg
- Franz Martin Katterbauer († 1730), Bildhauer
- Bernhard Anton Katterbauer († 1779), Bildhauer

## Künstlerische Rezeption
Im Computerspiel Kingdom Come: Deliverance II ist Kuttenberg, wie es im frühen 15. Jahrhundert in etwa aussah, nachgebildet.